# Purpur (Farbstoff)
Purpur (männlich oder sächlich – der oder das; mittelhochdeutsch auch purper [männlich oder weiblich], althochdeutsch [weiblich] purpur[a] aus lateinisch purpura, dies entlehnt aus altgriechisch πορφύρα porphyra, „Purpurschnecke, Purpurfarbstoff“) nennt man einen Farbstoff, der ursprünglich von den im Mittelmeer lebenden Purpurschnecken (bevorzugt Hexaplex trunculus) gewonnen wurde. Auch seine leuchtstarke Farbe (Purpurrot) wird Purpur genannt. Chemisch handelt es sich um 6,6'-Dibromindigo, das dem Indigo eng verwandt ist.

## Geschichte
Purpur ist aus antiken Texten seit der Frühgeschichte bekannt. Schon in Homers Odyssee werden kostbare Stoffe πορφύρεος „porphyreos“ gefärbt, an einer Stelle als ἁλιπόρφυρος „haliporphyros“ (d. h. verbunden mit dem Meer) charakterisiert. Die Gewinnung des Farbstoffes aus den Murex genannten Schnecken wird in der Historia animalium des Aristoteles (Buch 5, Teil 15, 22-25.) beschrieben. Archäologisch sind seit langer Zeit große Abfallhaufen aus Schneckenschalen, die als Beweis für eine Produktion des Farbstoffs in großem Stil gewertet werden, aus Minet el-Beida (dem Hafen der antiken Stadt Ugarit) aus dem 15. oder 14. Jahrhundert vor Christus, gefunden worden. Jüngere archäologische Befunde von dem Inselchen Koufonisi vor Kreta, Kastri auf der Insel Kythira und Knossos auf Kreta zeigen aber an, dass die Schnecken schon von den Minoern als Farbstofflieferanten genutzt wurden. Für die Verwendung spricht auch das auf mykenischen Linear B-Täfelchen überlieferte Wort po-pu-re-ia. In der Antike wurde Purpur vor allem mit den Phöniziern (dem griechischen Namen für die kanaanitischen Stadtstaaten der Levante), vor allem der Stadt Tyros assoziiert, das bis in die römische Kaiserzeit der wichtigste Lieferant von Purpur war. Tatsächlich ist der Name „Phönizier“ (Phoinikes) und Phönizien (Phoinikê), wohl abgeleitet von der Farbe Purpur als wichtigem Handelsgut (schon in Linear b als ponika/ponikija überliefert).
Auch in der bronzezeitlichen Siedlung von Coppa Nevigata (bei Manfredonia, Apulien) ist die Purpurgewinnung aus Purpurschnecken (Murex) nachgewiesen. Diese begann wahrscheinlich schon ab dem 19./18. Jahrhundert v. Chr., da Überreste von Purpurschnecken in beachtlicher Zahl (über 1400) bereits in den frühen Schichten der Bronzezeit gefunden wurden. Die mit Abstand meisten Relikte von Purpurschnecken (bisher über 30.000) stammen aus dem 15. und 14. Jahrhundert v. Chr., was allerdings auch forschungsbedingt sein kann.
Der Legende nach soll der mit dem phönizischen Gott Melkart gleichgesetzte Herakles einst einer Nymphe namens Tyros nachgestellt haben. Als sein Hund in eine auf einer Klippe am Meer sitzende Purpurschnecke biss und seine Lefzen sich mit einem schönen Rot färbten, erklärte die Nymphe, Herakles erst wieder empfangen zu wollen, wenn er ihr ein Kleid mit dieser Farbe verschafft habe.
Nach Achilleus Tatios soll der Hund eines Fischers eine weggeworfene Purpurschnecke zerbissen haben. Als der Fischer die vermeintliche Wunde auswaschen wollte, entdeckte er die Beständigkeit der Farbe.

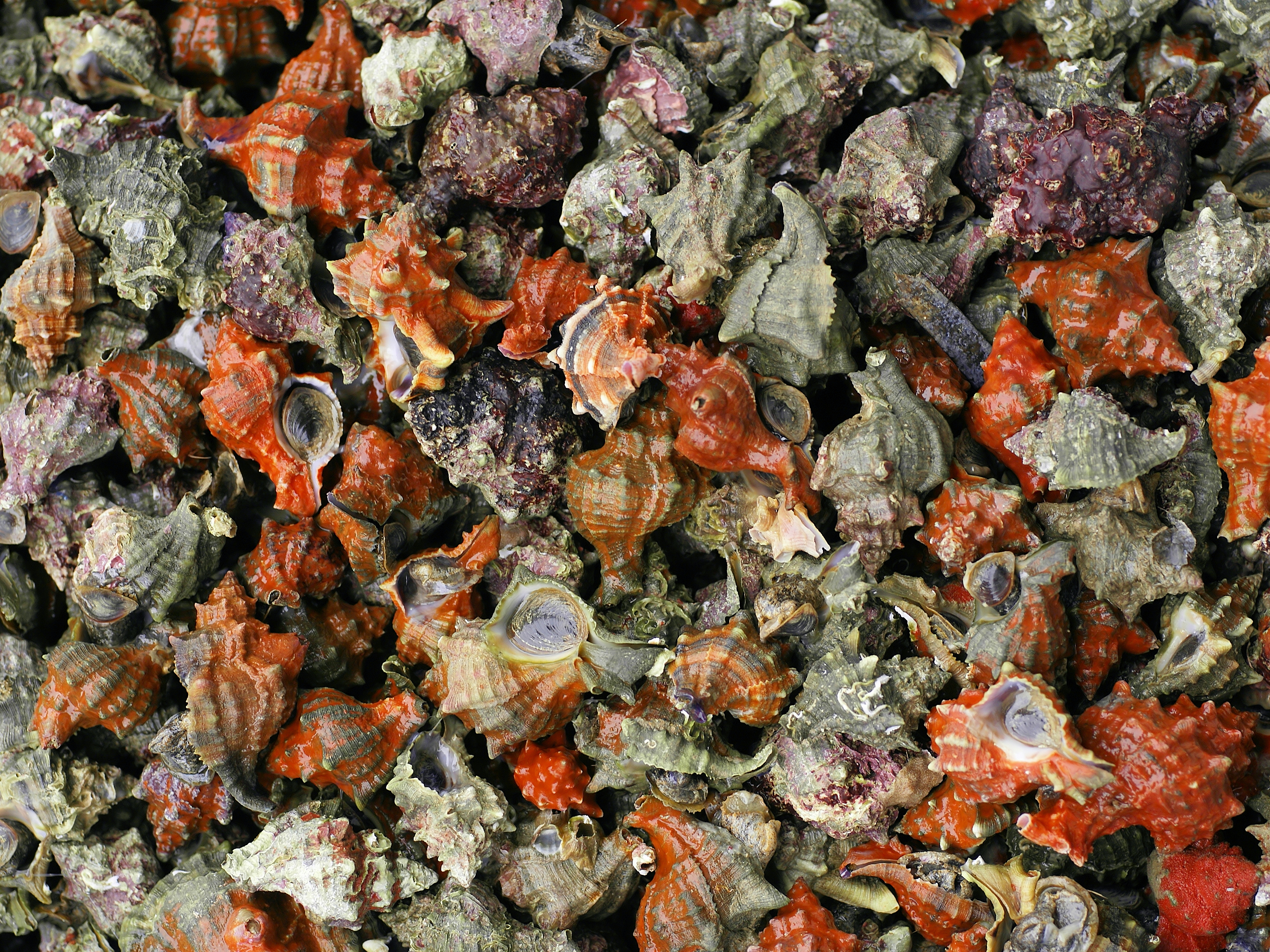
Leere Häuser von Purpurschnecken (Hexaplex trunculus)

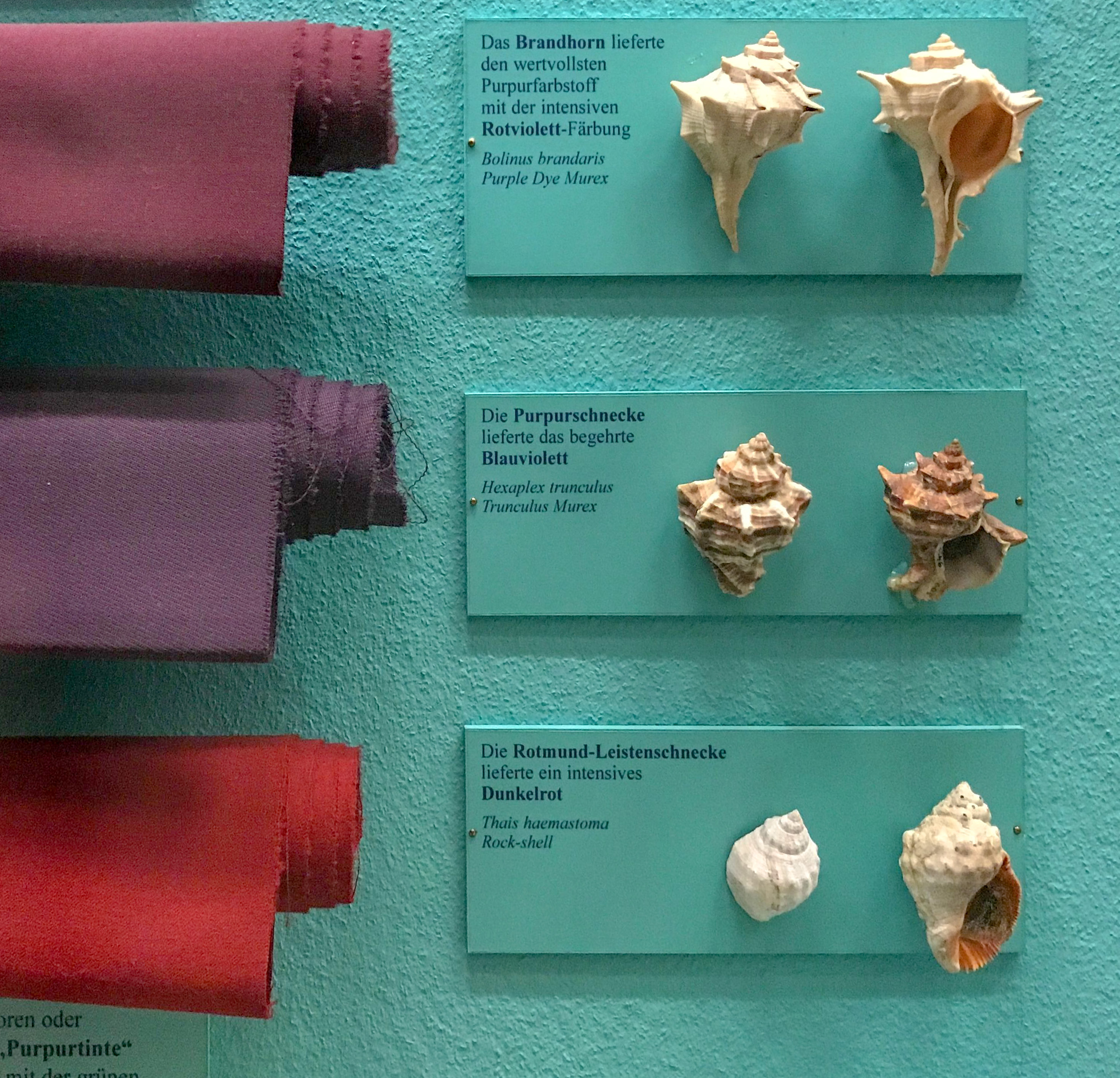
Verschiedene Purpurfarbstoffe

Der Herstellungsprozess wird durch Plinius am ausführlichsten beschrieben.
Die Schnecken wurden zwischen Herbst und Frühjahr gefangen. Die Tiere wurden getötet, die Hypobranchialdrüse mit den Farbstoffvorprodukten entfernt und drei Tage in Salz eingelegt. Das Ganze wurde in Wasser erhitzt, jedoch nicht gekocht. Anschließend wurde die Masse von den Fleischresten gereinigt. Der sich schnell bildende Purpurfarbstoff war jedoch nicht zum Färben geeignet. Dazu musste er zuerst in seine Leukoform reduziert werden. Der mit der reduzierten Purpurfarbe getränkte Stoff (Wolle, Seide) wurde dem Licht oder dem Luftsauerstoff oder beidem ausgesetzt, damit durch eine Enzymreaktion die reduzierte, schwachgelbliche Färbung in die ursprüngliche Purpurfarbe umschlagen konnte. Durch Zusatz von Honig wurde die Färbung angeblich fixiert. Zur Herstellung eines Gramms reinen Purpurs sind ungefähr 12.000 Schnecken erforderlich.
Im alten Rom war der purpurne Streifenbesatz der Toga den Senatoren vorbehalten. Später trugen der römische Kaiser und der Triumphator beim Triumphzug eine Toga, die ganz mit Purpur gefärbt war. Tatsächlich hat den von Privatleuten mit Purpur betriebenen Kleiderluxus kein Erlass je eindämmen können. Es gab in Rom Gilden (collegia oder familiae) der purpuraii, in deren Hand der Fang der Purpurschnecken und die Produktion von Purpur lag. Titus Livius beschreibt den Geruch des rohen Farbstoffes als anstößig und seine Farbe als der stürmischen See ähnlich.
In der Spätantike war die Purpurchlamys/das Paludamentum Vorrecht und Abzeichen der römischen und byzantinischen Kaiser. Die Farbe war auch Statussymbol für die deutschen Kaiser, und ab 1468 war sie die offizielle Farbe der Kardinäle. Bemerkenswerterweise wurden die Gewänder allerdings meist mit Kermes als Ersatz für den originalen Purpur gefärbt.
Purpur wird heute nur noch bei kirchlich-traditionellen oder staatlich-offiziellen Anlässen, zum Beispiel von den britischen Königen, genutzt, wobei aber die Färbung nicht mehr mit dem Saft der Purpurschnecke erfolgt.

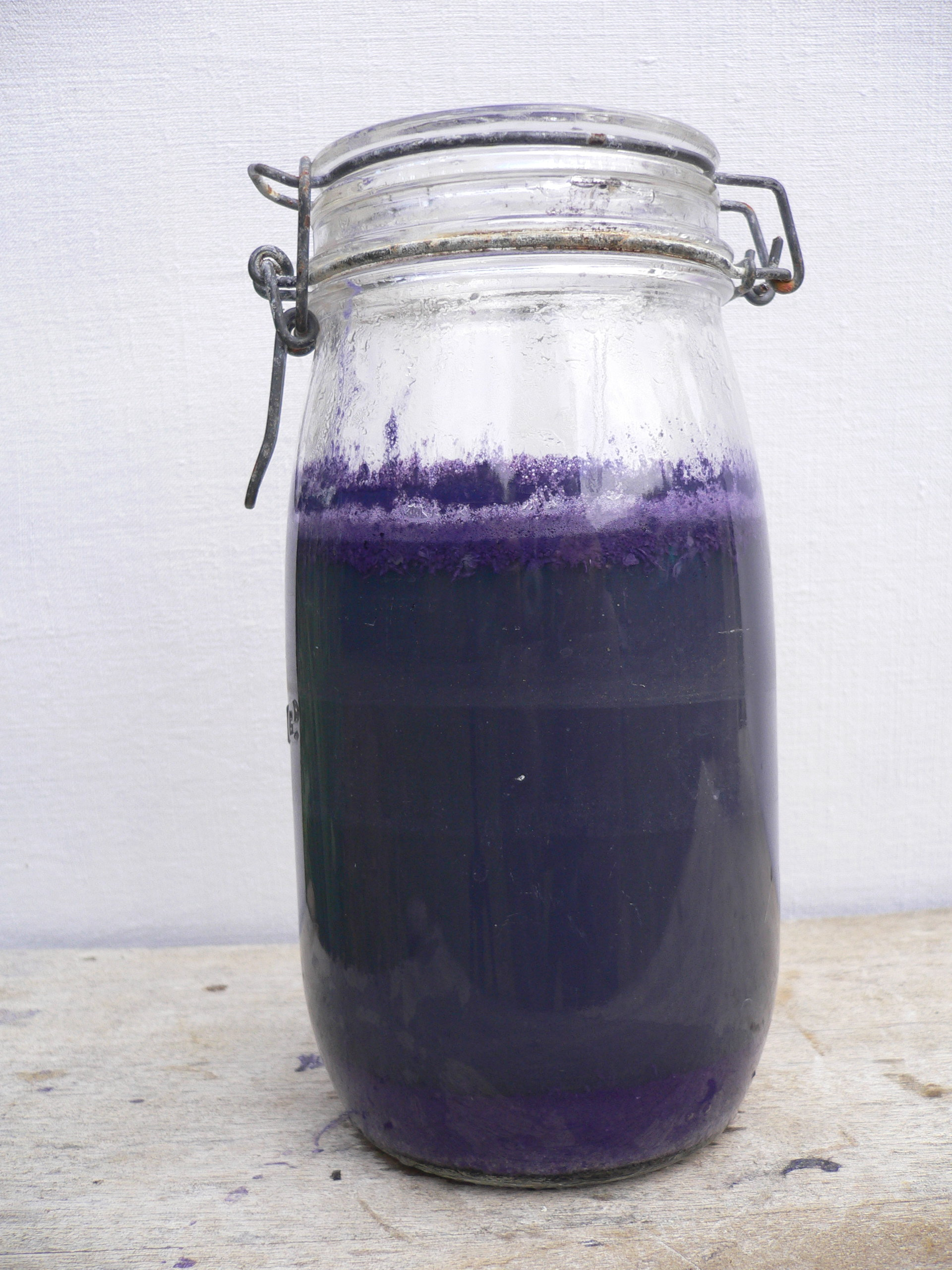
Aus der Purpurschnecke Hexaplex trunculus gewonnene Purpurküpe.

## Chemie
Die Struktur des Purpurs wurde 1909 von Paul Friedlaender als Dibromindigo bestimmt.
Der Farbstoff 6,6'-Dibromindigo wurde erstmals 1903 chemisch synthetisiert. Die Totalsynthese des Purpur bedurfte nach der Strukturaufklärung noch geraume Zeit. Der Einbau des Broms wird durch die weiteren Substituenten im Benzolring zur Substitutionstelle dirigiert. Dabei ist die Aminogruppe –NHR ortho-para-dirigierend, die Gruppe –CRO meta-dirigierend und somit die Bromsubstitution thermodynamisch nicht begünstigt. Bei direkter Bromierung von Indigo entsteht deshalb 5,5'-Dibromindigo oder 5,5′,7,7′-Tetrabromindigo (Cibablau G), das auf Grund der π-Elektronenverhältnisse andere Farbeigenschaften besitzt.

## Verwendung

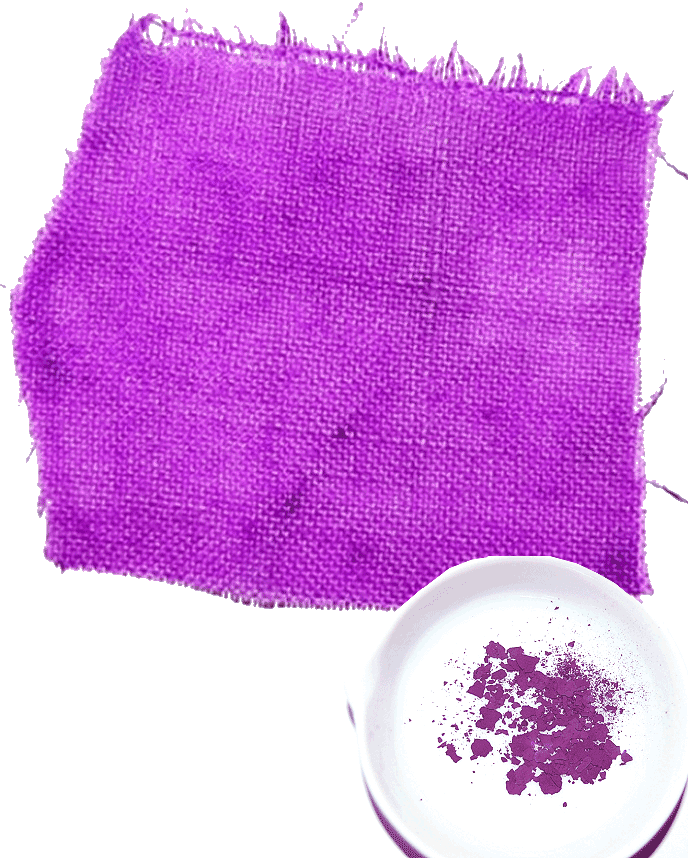
Ausfärbung von synthetischem Purpur auf einem Stoffstück

Heutzutage ist der teure Originalfarbstoff nur noch sehr selten im Einsatz. Meist wird er für liturgische Zwecke genutzt, wie zur Färbung von Gewändern für das jüdische Oberrabbinat. Einsatzgebiet ist auch die Restaurierung von ursprünglich mit Purpur gefärbten Stoffen. Bis heute ist dieser Farbstoff der teuerste, er wird zu einem Preis von zirka 3000 Euro pro Gramm angeboten.

## Die Purpurschnecke
Der Meeresbiologe Félix Joseph Henri de Lacaze-Duthiers fand 1858, dass drei Schnecken im Mittelmeer purpurblaue Farbstoffe produzieren. Eine Art, Murex trunculus (jetzt Hexaplex trunculus), wurde von ihm als die Quelle des blauen Purpurs in der Bibel (2 Mos 26 ) bestimmt. In seiner Publikation Mémoire sur le pourpre (Paris 1859) behandelte er die antike Purpurfärberei. Auch die Schneckenart Nucella lapillus, die im Atlantik vorkommt, liefert den Farbstoff.

## Purpuroxide
Eisenoxidpigmente, die beim Rösten von Pyrit zur Gewinnung von schwefliger Säure als Nebenprodukt anfallen, werden Purpuroxide genannt. Auch werden ihnen oft braune organische Pigmente zugefügt, um ihre Opazität zu steigern.